# Kneecap
Kneecap är en irländsk dramakomedifilm från 2024. Den är regisserad av Rich Peppiatt, som även skrivit manus. Filmen spelades in i Belfast i maj 2023.
Filmen premiärvisades på Sundance Film Festival den 18 januari 2024. Den hade biopremiär i Sverige den 18 oktober samma år, utgiven av Triart Film.

## Handling
Filmen kretsar kring den Irländska rapgruppen Kneecap och filmen berättar historien om hur den "anarkistiska Belfast-trion blev de osannolika galjonsfigurerna för en medborgarrättsrörelse för att rädda sitt modersmål".

## Rollista (i urval)
- Móglaí Bap – Móglaí Bap
- Mo Chara – Mo Chara
- DJ Próvai – DJ Próvai
- Josie Walker – Ellis
- Fionnuala Flaherty – Caitlin
- Simone Kirby – Dolores
- Michael Fassbender – Arló Ó Cairealláin